# Брзина светлости
Брзина светлости у вакууму износи тачно 299.792.458 m/s (приближно 300.000 km/s), односно 1.079.252.848,8 km/h, представља важну физичку константу и зато се обележава посебним словом c (од латинске речи celeritas). У теорији релативности, c међусобно повезује простор и време, а исто тако се јавља у познатој једначини једнакости масе и енергије E = mc2. У различитим срединама (течностима, гасовима итд.) брзина светлости је различита и увек мања него у вакууму. С обзиром да је светлост облик електромагнетног зрачења, њена брзина зависи од електричних и магнетних својстава средине кроз коју се креће и константна је за ту средину. Израчунава се на основу формуле: {\displaystyle c={\frac {1}{\sqrt {\varepsilon \mu }}}}. У вакууму је {\displaystyle c_{0}={\frac {1}{\sqrt {\varepsilon _{0}\mu _{0}}}}}.
Брзина светлости је један од важнијих појмова у Ајнштајновој теорији релативности. Према истој теорији није могуће кретање брзинама већим од брзине светлости у вакууму.
Прву познату и признату историјску методу за мерење брзине светлости извео је дански астроном Оле Кристенсен Ремер 1675. године. После Ремера, Физо без астрономских метода долази до брзине светлости која износи 313.870 km/s.
Најпознатије мерење брзине је извео Алберт Мајкелсон, уз помоћ ротирајућих огледала у Калифорнији. Захваљујући тим експериментима, утврђено је да је брзина светлости 299.792,458 km/s, а сам Мајкелсон је добио Нобелову награду 1907. године.
С обзиром да се основна мерна јединица за време (секунда) може прецизније измерити од основне јединица за дужину, метра, брзина светлости је искоришћена за прецизну дефиницију ове мерне јединице. Тако је од 21. октобра 1983. године метар одређен као растојање које светлост пређе у вакууму за 1/299.792.458 део секунде.

## Нумеричка вредност, нотација, и јединице
Врзина светлости у вакууму се обично означава малим словом c, за constant" или лат. celeritas (са значењем „брзина“). Године 1856, Вилхелм Едуард Вебер и Рудолф Колрауш су користили c за различите константе за које је касније показано да су једнаке √2 пута брзина светлости у вакууму. Историјски, симбол V је кориштен као алтернативни симбол за брзину светлости, који је увео Џејмс Клерк Максвел 1865. године. Пол Друд је 1894. године редефинисао симбол c у његово садашње значење. Ајнштајн је користио V у својим оригиналним публикацијама на немачком о специјалној релативности 1905, али је 1907. прешао на c, које је у то време постало стандардни симбол за брзину светлости.
Понекад се c користи за брзину таласа у било ком материјалном медију, а c0 за брзину светлости у вакууму. Ова усвојена нотација, која је подржана у званичној СИ литератури, има исту форму као и друге сродне константе: наиме, μ0 за пермеабилност вакуума или магнетна константа, 0 за диелектричну константу вакуума или електричну константу, и Z0 за отпорност простора. Овај чланак искључиво користи c за брзину светлости у вакууму.
Од 1983, метар је дефинисан у Међународном систему јединица (СИ) као растојање које светлост пређе у вакууму за 1⁄299792458 секунди. Ова дефиниција подразумева брзину светлости у вакууму на тачно 299,792,458 m/s.
Као димензиона физичка константа, нумеричка вредност c се разликује за различите системе јединица. Брзина светлости у империјалним (британским) јединицама и САД јединицама је базирана на инчу са тачно 2,54 cm и њена вредности је тачно 186.282 миља, 698 јарди, 2 стопе, и 5+21/127 инча по секунди.
У гранама физике у којима се c често јавља, као што је теорија релативности, уобичајено се користе системи природних јединица кретања или геометријски систем јединица где c = 1. Користећи ове јединице, c се не појављује експлицитно пошто множење или дељење са 1 не утиче на резултат.

## Историја
Пре првих научних покушаја мерења брзине светлости, у старој Грчкој код Хераклита и Емпедокла постојало је мишљење да је светлост некакво испаравање, или исијавање, али је постојала разлика између неких (као Емпедокло) који су мислили да се светлост креће тако брзо да ту брзину само није могуће мерити и других (као Аристотел) који су говорили да се светлост шири простором тренутно (бесконачно брзо).
После, у новом веку мишљење да се светлост креће бесконачном брзином била је сумњива Галилеју и он је покушао, помоћу телескопа, да одреди брзину светлости, али је удаљеност од неколико километара, на коју је био поставио светиљке била је мала да се одреди брзина светлости.

### Ремеров покушај мерења
Дански астроном Оле Кристенсен Ремер је 1675. установио да тренуци опажања окултација (кад се небеско тело, гледано са Земље, скрива иза другог) Јупитерових сателита (пример је Ио) зависе од брзине ширења светлости. До тада се сматрало да се светлост шири бесконачном брзином. Када се Земља налази у положају 1. (види слику доле), посматрач уочава да до окултација долази у једнаким временским размацима, тада се Земља нити приближава нити удаљава од Јупитера. У положају 2. Земља се удаљава од Јупитера, а посматрач налази да тренуци окултације касне. Разлог је у томе што је светлости потребно додатно време да превали повећану удаљеност до Земље. Знајући у којим су се размацима времена окултације појављивале у положају 1, може се предвидети време окултације када се дође у положају 3. Међутим до ње не би долазило још толико времена колико је светлости потребно да превали удаљеност од положаја Земље 1. до положаја Земље 3, а то је дужина 2а. Ремер је измерио да укупно кашњење износи око t = 1,000 секунди. За брзину светлости следи:
{\displaystyle c={\frac {2a}{t}}\!}
где је:  – брзина светлости, a – удаљеност Земље од Сунца, t – време кашњења светлости.
Бројна вредност брзине светлости директно зависи од тачности с којом је позната средња удаљеност до Сунца (у оно време позната као 140 милиона километара). Однос брзине светлости и брзине Земље не зависи од средње удаљености до Сунца. Наиме, како је брзина кретања Земље по стази једнака v = 2aπ / Z, где је Z сидеричка година, то је:
{\displaystyle {\frac {c}{v}}\,=\,{\frac {Z}{t\cdot \pi }}\!}
где је: c – брзина светлости, v = брзина кретања Земље, a – удаљеност Земље од Сунца, Z - сидеричка година Земље, π = 3.14, t – време кашњења светлости.
Ремер је вршио мерења око 8 година и однос c : v је изашао око 7600. Данашње вредности су 299.792  : 29,8  ≈ 10,100. У ствари Ремер није направио никакав прорачун и није проценио брзину светлости. На основу његових мерења то је обавио Кристијан Хајгенс и он је добио за око 25% мању вредност од данашњих мерења. Значајно је да је Ремер доказао да је брзина светлости коначна. Његови резултати нису у почетку прихваћени, све док Џејмс Бредли 1727. није открио аберацију светлости. Године 1809. француски астроном Жан-Батист-Жозеф Деламбр је поновио Ремерова мерења, која су тада обављена с много тачнијим мерним инструментима и добио за брзину светлости око 300.000 km/s. Он је у ствари измерио да светлост путује са Сунца до Земље 8 минута и 12 секунди (стварна вредност је 8 минута и 19 секунди).

### Мерења на Земљи
Главни проблем с првим земаљским (терестричким) мерењима је био што су научници у експериментима могли да проучавају распростирање светлости на релативно малим удаљеностима.
Први важнији покушај је спровео Иполит Физо помоћу уређаја с ротирајућим зупчаником кроз чије зупце је пропуштао светлост. Мерењима је добио вредност од око 313.300 km/s.
Амерички физичар Мајкелсон за своја је мерења светлости у раздобљу од 1880. до 1920. примио Нобелову награду за физику. Користио се осмостаничним ротирајућим огледалом и извором светлости удаљеним око 35 km. Својим мерењима је добио вредност од око 300.000 km/s.
После је с колегом Едвардом Морлејем спровео Мајкелсон—Морлијев експеримент, у којем су доказали да брзина светлости не зависи од извора, нити од брзине кретања извора.
Савремена мерења су утврдила брзину светлости на тачно 299.792.458 m/s.

## Улога у физици

### Гранична брзина
Према посебној теорији релативности, енергија предмета масе m и брзине v дата је једначином 2, где је γ Лоренцов фактор. Ако тело мирује, v је једнака нули, па је γ једнак 1, из чега следи 2, којим се дефинише еквиваленција масе и енергије. γ се приближава бесконачности како се v приближава c, па би била потребна бесконачна количина енергије како би објект масе m достигао брзину светлости. Другим речима, маса m тела које мирује мања је од масе m0 тела које се креће: у складу са формулом {\textstyle m={\frac {m_{0}}{\sqrt {1-{\frac {v^{2}}{c^{2}}}}}}}. То значи да што је тело брже, и што се више приближава брзини светлости, треба му све више енергије како би своју, све већу масу, успело да убрза. Брзина светлости је тиме горња граница брзине за објекте који посједују масу, па због тога појединачни фотони не могу путовати брзинама већим од брзине светлости. Ово је експериментално доказано у многим тестирањима релативистичке енергије и момента.